# USS Smith (DD-17)
Pour les autres navires du même nom, voir USS Smith.
L’USS Smith (DD-17) est un destroyer de classe Smith de l'US Navy construit à partir de 1908 par William Cramp and Sons et mis en service en 1909.